# Арамбашић
Арамбашић је хрватско и српско презиме, настало од речи харамбаша (вођа разбојника), што се може односити на следеће особе:
- Драгомир Арамбашић (1881–1945), српски уметник и вајар
- Станко Арамбашић (1764–1798), официр који се борио у Аустро-турском рату (1788–1791)
- Златко Арамбашић (1969) бивши аустралијски фудбалер, сада просветни радник